# Graffiti Soul
Graffiti Soul è il quindicesimo album in studio del gruppo musicale britannico Simple Minds, pubblicato il 25 maggio 2009.
Fu pubblicata anche una versione deluxe dell'album, contenente un secondo album dal titolo Searching for the Lost Boys, contenente cover di Neil Young, Massive Attack, Magazine, The Call e The Beach Boys.

## Tracce

### Versione standard
1. Moscow Underground
2. Rockets
3. Stars Will Lead the Way
4. Light Travels
5. Kiss and Fly
6. Graffiti Soul
7. Blood Type O
8. This Is It
9. Shadows and Light

### Searching for the Lost Boys(Deluxe Edition Bonus CD)
1. Rockin' in the Free World (cover di Neil Young)
2. A Song From Under the Floorboards (cover dei Magazine)
3. Christine (cover dei Siouxsie & the Banshees)
4. Get A Grip On Yourself (cover dei The Stranglers)
5. Let The Day Begin (cover dei The Call)
6. Peace, Love, and Understanding (cover di Nick Lowe)
7. Teardrop (cover dei Massive Attack)
8. Whiskey in the Jar (cover dei Thin Lizzy)
9. Sloop John B (cover dei The Beach Boys)

## Classifiche
| Classifica (2009) | Posizione massima |
| ----------------- | ----------------- |
| Austria           | 60                |
| Belgio (Fiandre)  | 9                 |
| Belgio (Vallonia) | 11                |
| Francia           | 41                |
| Germania          | 14                |
| Italia            | 11                |
| Paesi Bassi       | 29                |
| Regno Unito       | 10                |
| Spagna            | 58                |
| Svizzera          | 8                 |